# 울진 임씨
울진 임씨(蔚珍林氏)는 경상북도 울진군을 본관으로 하는 한국의 성씨이다.

## 역사
울진 임씨(蔚珍林氏) 시조 임우(林祐)는 고려(高麗) 때 은청광록대부(銀靑光祿大夫)에 올라 중부상서(中部尙書)를 지냈고 호종공신(扈從功臣)으로 울진군에 봉해졌다고 한다.

## 인물
- 임익빈(林益彬, 1680년 ~ 1744년) : 평안도 중화 출신. 1717년 평안도 별시문과에 갑과로 급제하여 1719년 예조좌랑, 1725년(영조 1) 사헌부감찰을 거쳐 1726년 이조정랑이 되었고, 1741년 북청부사가 되었지만 탄핵을 받아 면직되었다.
- 임창열(林昌烈, 1944년 ~ ) : 제5대 부총리 겸 재정경제원 장관. 제30대 경기도지사.

## 인구
- 2015년 대한민국 통계청 인구조사에서 23,782명으로 조사되었다.